# Гнилово
Гнилово — запустевшая деревня в Невельском районе Псковской области России. Входила в Лобковский сельсовет. На карте 1985 года обозначена как урочище Гнилово.

## История
Деревня была упразднена решением Псковского облисполкома в 1961 году.

## География
Находилась в 4 верстах к западу от современной деревни Усово и примерно 17 верстах к юго-востоку от города Невель.